# ژان-کلود شامبوردن
ژان-کلود شامبوردن (به فرانسوی: Jean-Claude Chamboredon) (اکتبر ۱۹۳۸- ۳۰ مارس ۲۰۲۰) جامعه‌شناس فرانسوی بود. 

## زندگی
شامبوردن دانش‌آموختهٔ اکول نرمال سوپریور در پاریس بود. او پس از فراغت از تحصیل به همکاری با پیر بوردیو پرداخت و این همکاری تا ۱۹۸۱ به طول انجامید. او به همراه بوردیو و ژان-کلو پاسرون کتاب پیشهٔ جامعه‌شناس را در ۱۹۶۷ به رشتهٔ تحریر درآورد. فعالیت برجستهٔ دیگر او ترجمهٔ کتاب زبان و طبقات اجتماعی بازیل برنشتاین به زبان فرانسوی بود.

## آثار
- Un art moyen. Essai sur les usages sociaux de la photographie (1965)
- Le Métier de sociologue (1967)
- Développement économique et changement social. Classe sociale et changement social (1974)
- La philosophie de l'histoire et les sciences sociales (2005)
- Jeunesses et classes sociales (2015)
- Territoires, culture et classes sociales (2019)